# Тихонов, Николай Никифорович
Николай Никифорович Тихонов (13 августа 1929, с. Шевченко, Старобельский район, Луганская область, Украинская ССР, СССР — 26 июня 2014, Севастополь, Крым) — бригадир шахтопроходчиков, Герой Социалистического Труда.

## Биография
Родился 13 августа 1929 года в селе Шевченко, ныне Старобельского района Луганской области, УССР. Русский.
С 1948 по 1966 год — шахтопроходчик, позднее бригадир комплексной бригады треста «Донецк-шахтопроходка».
При строительстве шахты «Бутовская-Глубокая» (позднее Шахта имени В. М. Бажанова), третьей по глубине шахты Донбасса был установлен рекорд — 241,2 метра проходки вертикального ствола за месяц. 21 мая 1957 года за высокие показатели в работе был удостоен звания Героя Социалистического Труда.
В 1978—1980 годах находился в командировке в Венгрии, работал шахтопроходчиком.
Делегат XXII съезда КПСС в 1961 году.
С 1996 года жил в Севастополе. 20 февраля 2013 года Коллегией Ленинской районной государственной администрацией Николаю Никифоровичу было присвоено звание «Почетный житель Ленинского района города-героя Севастополя» за выдающуюся трудовую деятельность на благо Родины, значительный вклад в народное хозяйство и промышленность Украины и в связи с 75-летием со дня образования Ленинского района Севастополя.
Умер 26 июня 2014 года. Похоронен на кладбище «Кальфа» в Севастополе.

## Награды и звания
Награждён орденом Трудового Красного Знамени. Заслуженный шахтер Украинской ССР. Кавалер Ордена Труда Венгерской Народной Республики.